# Chiesa di Sant'Andrea (Coseano)
La chiesa di Sant'Andrea è un luogo di culto di Coseano, in provincia e arcidiocesi di Udine; fa parte della forania del Friuli Collinare ed è sussidiaria della parrocchiale di San Giacomo. 
L'edificio sorge nelle campagne tra il capoluogo e la frazione di Barazzetto, su un terrazzo fluviale rivolto verso la valle del torrente Corno.
La tradizione vuole che in questo luogo, detto Maserate, attorno ad una prima chiesa probabilmente del 1300, sorgesse antico paese di Coseano, distrutto da incursioni o da un incendio. In questa area si svolsero anche combattimenti tra austriaci e francesi durante l'invasione napoleonica del 1797.
La chiesa attuale è il frutto di rimaneggiamenti settecenteschi di un edificio precedente, probabilmente della fine del XVI o inizio del XVII secolo. Nel 1979 la chiesa ha subito danni dopo essere colpito da un fulmine.
La chiesa ha un'aula rettangolare con travatura a vista separata da un arco trionfale a tutto sesto dal presbiterio quadrato voltato a crociera. La facciata, sormontata da una elegante monofora campanaria, ricostruita nel 1790 era stata distrutta da una tempesta, è preceduta da un portico che riporta la data 1709.